# Draniki
Il draniki (in bielorusso дранікі) è un piatto tipico della cucina bielorussa

## Storia
I draniki sono nati in Russia circa 200 anni fa, il primo documento risale al 1830.

## Caratteristiche
È uno dei piatti salati bielorussi più famosi, e viene spesso mangiato come prima colazione. Si tratta di una frittella di patate fritta in olio, la ricetta base prevede patate, cipolle e sale; a seconda delle varianti, si possono aggiungere farina, uova, aglio, carote, funghi o pancetta.
I draniki tradizionalmente vengono serviti con panna acida.